# Harry Primrose
Albert Edward Harry Meyer Archibald Primrose, 6. hrabia Rosebery KT (ur. 8 stycznia 1882 w Mayfair w Londynie, zm. 30 maja 1974 w Mentmore House w Buckinghamshire) – brytyjski arystokrata i polityk, najstarszy syn premiera Wielkiej Brytanii Archibalda Primrose, 5. hrabiego Rosebery, i Hannah de Rothschild, córki barona Mayera Amschela de Rothschilda. Używał swojego trzeciego imienia, Harry.

## Życiorys
Wykształcenie odebrał w Eton College i w Royal Miliatry College Sandhurst. Później wstąpił do British Army i został porucznikiem Grenadier Guards. Używał wówczas tytułu lorda Dalmeny, przysługującemu dziedzicowi hrabstwa Rosebery. Był zapalonym krykiecistą i jednym z najbardziej znanych graczy na początku XX w. W latach 1905–1907 był kapitanem Surrey County Cricket Club. Krykiecistą był również jego najstarszy syn, Archibald Primrose, lord Dalmeny, który reprezentował Middlesex County Cricket Club, ale zmarł w 1931 r. z powodu zakażenia krwi bakteriami. Harry Primrose był również znany w świecie wyścigów konnych. Dwukrotnie wygrał Epsom Derby.
Swoją polityczną karierę rozpoczął wygrywając wybory do Izby Gmin w okręgu Edinburghshire, gdzie rodzina Primrose była od wieków prominentnymi posiadaczami ziemskimi. Podobnie jak przodkowie związany był z Partią Liberalną. Wygrał wybory w 1906 r., które były najlepszym wynikiem w dziejach partii (liberałowie uzyskali 399 miejsc w Izbie Gmin, więcej niż pozostałe partie razem wzięte). Dalmeny zrezygnował z zasiadania w Izbie Gmin w styczniu 1910 r.
Podczas I wojny światowej walczył we Francji, gdzie zginął jego młodszy brat, Neil.
Po śmierci ojca w 1929 r. odziedziczył tytuł hrabiego Rosebery i zasiadł w Izbie Lordów. Został również Lordem Namiestnikiem Midlothian i był nim do 1964 r. Podczas II wojny światowej został w lutym 1941 r. mianowany Regionalnym Komisarzem Obrony Cywilnej w Szkocji. Po rozpadzie gabinetu wojennego w 1945 r., premier Winston Churchill powierzył Rosebery’emu tekę ministra ds. Szkocji w gabinecie dozorującym. Stanowisko utracił po wyborach w lipcu 1945 r.
W latach 1945–1957 był prezydentem Narodowej Partii Liberalnej. W 1952 r. został przewodniczącym Royal Fine Art Commission for Scotland. Był odznaczony Distinguished Service Order. Był również kawalerem Orderu Ostu i członkiem Tajnej Rady.

## Rodzina
15 kwietnia 1909 r. poślubił lady Dorothy Alice Margaret Augustę Grosvenor (22 sierpnia 1890 – 11 stycznia 1966), córkę lorda Henry’ego Grosvenora i Dory Erskine-Wemyss, córki Jamesa Erskine-Wemyssa. Harry i Dorothy mieli razem syna i córkę:
- Archibald Ronald Primrose (1 sierpnia 1910 – 11 listopada 1931), lord Dalmeny
- Helen Dorothy Primrose (1913 – 16 października 1998), żona majora Hugh Smitha, miała dzieci

Pierwsze małżeństwo hrabiego zakończyło się rozwodem w 1919 r. Po raz drugi ożenił się 24 czerwca 1924 r. z Evą Isabel Marią Bruce (17 czerwca 1892 – 29 stycznia 1987), córką Henry’ego Bruce’a, 2. barona Aberdare i Constance Beckett, córki Hamiltona Becketta. Harry i Eva mieli razem jednego syna:
- Neil Archibald Primrose (ur. 11 lutego 1929), 7. hrabia Rosebery